# Паралия Корину
Паралия Корину (на гръцки: Παραλία Κορινού) е туристическо селище в Северна Гърция, в дем Катерини, област Централна Македония.

## География
Паралия Корину е разположено на 2 km югоизточно от град Коринос, на морския бряг. В превод името на селото означава Плаж на Коринос.

## История
Селището е регистрирано за пръв път в преброяването от 1991 година.
| Година    | 1913 | 1920 | 1928 | 1940 | 1951 | 1961 | 1971 | 1981 | 1991 | 2001 | 2011 | 2021 |
| --------- | ---- | ---- | ---- | ---- | ---- | ---- | ---- | ---- | ---- | ---- | ---- | ---- |
| Население |      |      |      |      |      |      |      |      | 31   | 43   | 56   | 38   |